# Göteryds landsfiskalsdistrikt
Göteryds landsfiskalsdistrikt var 1918-1941 ett landsfiskalsdistrikt i Kronobergs län, bildat när Sveriges indelning i landsfiskalsdistrikt trädde i kraft den 1 januari 1918, enligt beslut den 7 september 1917. Landsfiskalsdistriktet avskaffades den 1 oktober 1941 (genom kungörelsen 28 juni 1941) när Sverige fick en ny indelning av landsfiskalsdistrikt. Av dess ingående områden överfördes kommunerna Agunnaryd, Hamneda, Pjätteryd och Södra Ljunga till Ljungby landsfiskalsdistrikt och Göteryds landskommun till Markaryds landsfiskalsdistrikt.
Landsfiskalsdistriktet låg under länsstyrelsen i Kronobergs län.

## Ingående områden

### Från 1918
Sunnerbo härad:
- Agunnaryds landskommun
- Göteryds landskommun
- Hamneda landskommun
- Pjätteryds landskommun
- Södra Ljunga landskommun